# Akraberg
Vlak bij Sumba ligt Akraberg en dat is het zuidelijkste puntje van het eiland Suðuroy en van de Faeröer. Tegenwoordig is er alleen maar een vuurtoren, maar vanaf 1040 woonden er Friezen in Akraberg tot in 1350 een epidemie van de Zwarte Dood voor iedereen fataal afliep. De Friese inwoners van Akraberg waren nog heidenen lang nadat de Faeröereilanden bekeerd waren tot het christendom.

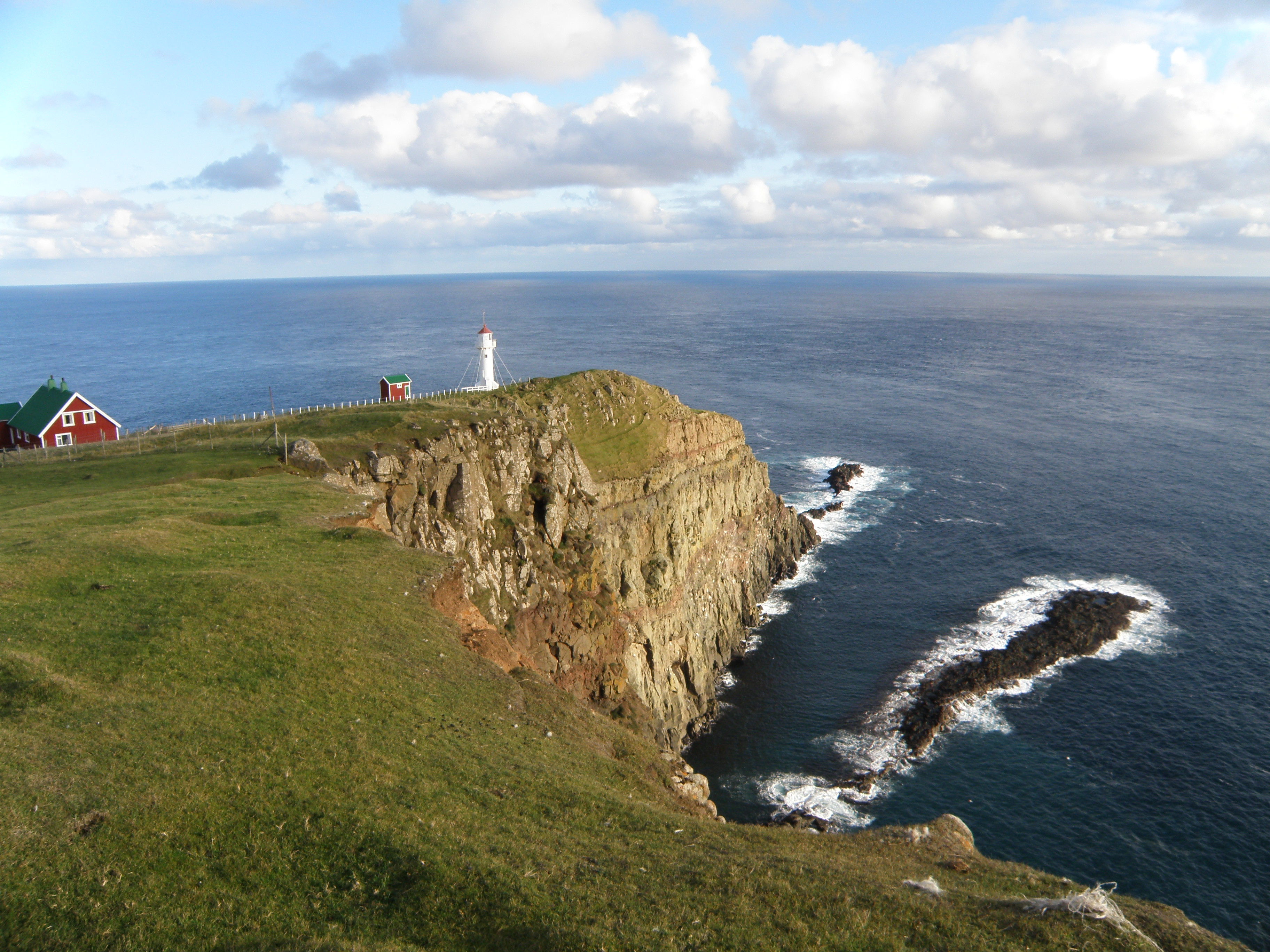
De vuurtoren en het wachthuisje

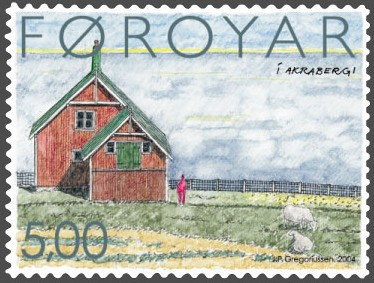
Het wachthuisje bij de vuurtoren op een postzegel